# شيناي (سلاح)

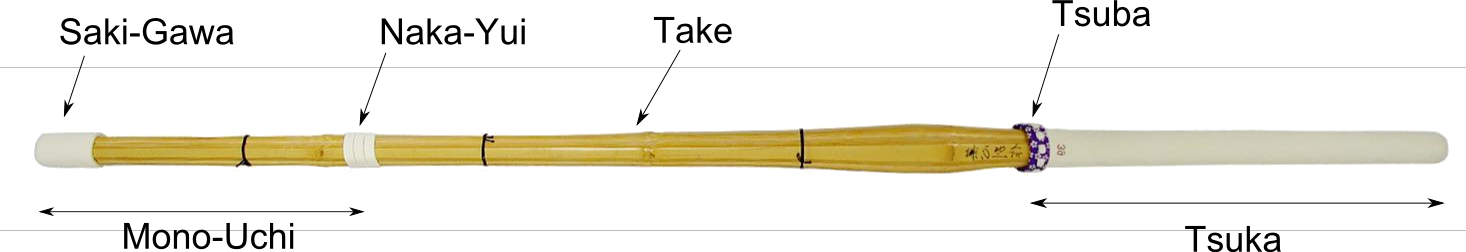
أجزاء مختلفة من الشيناني

الشيناى (باليابانية: 竹刀) هو نوع من أنواع السيوف الخفيفة يستخدمه رياضيو فنون الكيندو القتالية . أما الشيناي، التي حلت محل سيف كاتانا في رياضة الكندو، فهي مصنوعة من أربعة أعواد من الخيزران موصولة و مغلقة بقطع جلدية. و تم صنع نوع أحدث من الشيناي من ألياف الكربون المقواة بالراتنج و هي أكثر مقاومة من النوع الخشبي.